# سفياتوبولك ازياسلافيتش
سفياتوبولك ازيسلافوفيتش (1050 – 1113) ابن الأمير المعظم إزياسلاف الأول والأميرة البولونية وأمير بولوتسك ونوفغورود وتوروف والأمير المعظم في كييف (1093 – 1113) من سلالة روريك.
تولى الحكم في كييف عام 1093 بعد موت الأمير فسيفولود ياروسلافوفيتش
تزوج مرتين من ابنة امبراطور بيزنطة ثم ابنة أمير الاقوام الرحل البولوفتسيين الذي قتله فيما بعد في إحدى المعارك. وشارك في الحرب ضد البولوفتسيين مع حليفه الأمير فلاديمير مونوماخ.

توفي عام 1113 في كييف.
1. ↑  "معلومات عن سفياتوبولك ازياسلافيتش على موقع werelate.org". werelate.org. مؤرشف من الأصل في 2020-10-29.
2. ↑  "معلومات عن سفياتوبولك ازياسلافيتش على موقع bigenc.ru". bigenc.ru. مؤرشف من الأصل في 2020-11-05.
3. ↑  "معلومات عن سفياتوبولك ازياسلافيتش على موقع id.worldcat.org". id.worldcat.org. مؤرشف من الأصل في 2019-09-06.